# Then He Kissed Me
„Then He Kissed Me“ je píseň, jejíž autory byli Phil Spector, Ellie Greenwich a Jeff Barry. Její původní verzi nahrála v roce 1963 skupina The Crystals (Spector byl producentem nahrávky). Skupina The Beach Boys nahrála vlastní verzi písně pod názvem „Then I Kissed Her“ (s upraveným textem) v roce 1965. K podobné změně názvu a textu došlo ve verzi skupiny Kiss (pod názvem „Then She Kissed Me“ na albu Love Gun). Hudebnice Maureen Tuckerová vydala vlastní verzi písně roku 1991 na albu I Spent a Week There the Other Night (později vyšla i na GRL-GRUP, jež bylo složené výhradně z coververzí Spectorových písní). Časopis Rolling Stone zařadil píseň na 493. příčku svého žebříčku 500 nejlepších písní všech dob.